# Anaesthetis testacea
Anaesthetis testacea là một loài bọ cánh cứng sừng dài. Nó là loài phổ biến ở châu Âu sống trong các thân cây gỗ và cây bụi lá rộng đã chết.